# 3297 Гонконг
3297 Гонконг (3297 Hong Kong) — астероїд головного поясу, відкритий 26 листопада 1978 року.
Тіссеранів параметр щодо Юпітера — 3,187.